# African Herbsman
African Herbsman is een compilatiealbum van de Jamaicaanse reggaegroep Bob Marley & The Wailers, uitgegeven door Trojan Records in 1973, kort nadat hun doorbraakalbum Catch a Fire was uitgegeven door Island Records.
Het album is een collectie van een aantal nummers dat The Wailers opnamen met Lee Perry van 1970 tot 1971, voordat ze internationaal doorbraken. "Lively Up Yourself" en "Trenchtown Rock" waren door The Wailers zelf geproduceerd en waren grote hits geweest in Jamaica.
Sommige nummers opgenomen in African Herbsman zou Marley heropnemen voor latere albums, onder andere "Lively Up Yourself" (Natty Dread), "Duppy Conqueror" (Burnin') en "Sun Is Shining" (Kaya).

## Nummers
| Nr. | Titel                            | Duur |
| --- | -------------------------------- | ---- |
| 1.  | Lively Up Yourself               | 2:55 |
| 2.  | Small Axe                        | 4:00 |
| 3.  | Duppy Conqueror                  | 3:04 |
| 4.  | Trenchtown Rock                  | 3:01 |
| 5.  | African Herbsman (R. Havens)     | 2:26 |
| 6.  | Keep On Moving (Curtis Mayfield) | 3:08 |
| 7.  | Fussing and Fighting             | 2:30 |
| 8.  | Stand Alone                      | 2:10 |

| Nr. | Titel                            | Duur |
| --- | -------------------------------- | ---- |
| 1.  | All in One                       | 3:38 |
| 2.  | Don't Rock My Boat               | 4:38 |
| 3.  | Put It On                        | 3:11 |
| 4.  | Sun Is Shining                   | 2:13 |
| 5.  | Kaya                             | 2:41 |
| 6.  | Riding High (Neville Livingston) | 2:48 |
| 7.  | Brain Washing                    | 2:42 |
| 8.  | 400 Years                        | 2:32 |

Bob Marley · Junior Braithwaite · Beverley Kelso · Bunny Wailer · Peter Tosh · Cherry Smith · Constantine "Vision" Walker · Earl "Chinna" Smith · Aston Barrett · Joe Higgs · Earl Lindo · Carlton Barrett · Al Anderson · Alvin Patterson · Junior Marvin · Donald Kinsey · Tyrone Downie · I Threes (Rita Marley · Marcia Griffiths · Judy Mowatt)